# Pleurolabus algoensis
Pleurolabus algoensis is een keversoort uit de familie bladrolkevers (Attelabidae). De wetenschappelijke naam van de soort werd in 1888 gepubliceerd door Louis Albert Péringuey.